# Blue Bell Knoll
Blue Bell Knoll è il quinto album in studio del gruppo musicale britannico Cocteau Twins, pubblicato il 19 settembre 1988.
Con questo album il trio firma un contratto con una major, la Capitol Records; per la prima volta la loro musica viene esportata al di fuori dell'Europa e approda negli Stati Uniti.
Per molto tempo l'LP fu fuori catalogo per via di alcuni dissapori tra la 4AD e la Capitol per i diritti di distribuzione ma nel 2003 Robin Guthrie decise di rimasterizzarlo e di ripubblicarlo.

## Tracce
1. Blue Bell Knoll – 3:24
2. Athol-Brose – 2:59
3. Carolyn's Fingers – 3:08
4. For Phoebe Still a Baby – 3:16
5. The Itchy Glowbo Blow – 3:21
6. Cico Buff – 3:49
7. Suckling the Mender – 3:35
8. Spooning Good Singing Gum – 3:52
9. A Kissed Out Red Floatboat – 4:20
10. Ella Megalast Burls Forever – 3:39

## Formazione
Tutti i brani sono scritti da Elizabeth Fraser, Robin Guthrie e Simon Raymonde.
- Elizabeth Fraser - voce
- Robin Guthrie - chitarra
- Simon Raymonde - basso